# Voetbalkampioenschap van het Opper-Ertsgebergte 1923/24
In 1923/24 werd het eerste voetbalkampioenschap van het Opper-Ertsgebergte gespeeld, dat georganiseerd werd door de Midden-Duitse voetbalbond. De competitie werd al enkele jaren gespeeld als tweede klasse van de Kreisliga Mittelsachsen en werd nu opgewaardeerd naar hoogste divisie.
VfB Annaberg werd kampioen en plaatste zich zo voor de Midden-Duitse eindronde. De club werd geloot tegen Chemnitzer BC, maar trok zich terug en was uitgeschakeld.

## Gauliga
| Plaats | Club                 | Wed. | W  | G | V  | Saldo | Ptn. |
| ------ | -------------------- | ---- | -- | - | -- | ----- | ---- |
| 1.     | VfB 1909 Annaberg    | 12   | 12 | 0 | 0  | 54:8  | 24:0 |
| 2.     | VfB 1912 Geyer       | 12   | 10 | 0 | 2  | 30:10 | 20:4 |
| 3.     | DSC Weipert          | 9    | 4  | 1 | 4  | 20:28 | 9:9  |
| 4.     | BV 1908 Thum         | 9    | 4  | 0 | 5  | 30:24 | 8:10 |
| 5.     | SV 1911 Bärenstein   | 9    | 2  | 1 | 6  | 13:24 | 5:13 |
| 6.     | BC 1913 Jahnsbach    | 9    | 2  | 0 | 7  | 13:46 | 4:14 |
| 7.     | BC Ehrenfriedersdorf | 12   | 1  | 0 | 11 | 8:28  | 2:22 |

|  | Kampioen, geplaatst voor Midden-Duitse eindronde |